# Електромеханічні джерела світла

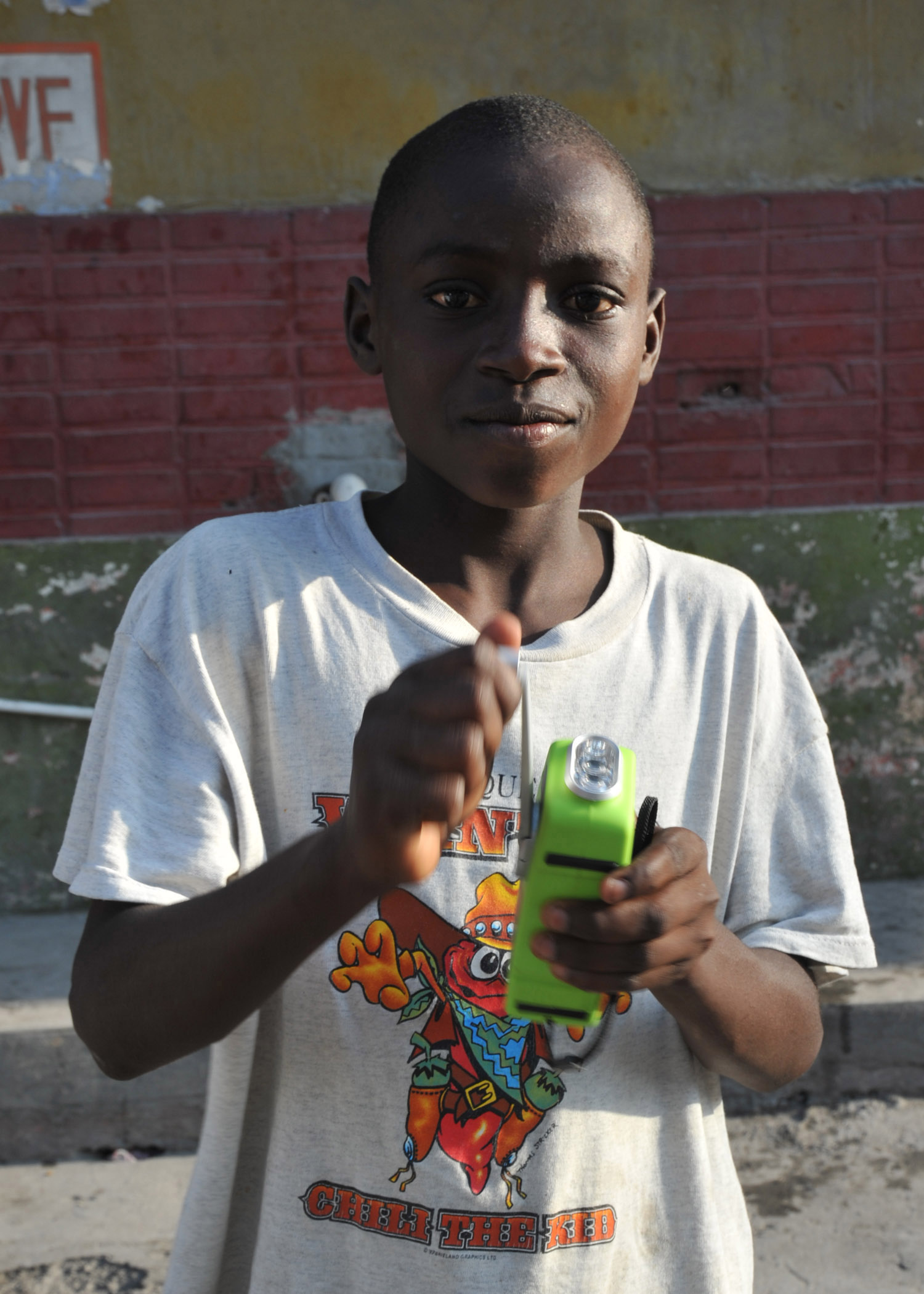
Ручний ліхтарик з динамомашиною.

Електромеханічний ліхтарик, також розм. механічний ліхтарик, або електромеханічний освітлювальний пристрій — джерело світла, що являє собою пристрій, в якому механічна робота (енергія) перетворюється в електричну енергію. Такі електромеханічні або самозарядні ліхтарі здатні працювати автономно, без батарейок або підзарядки акумуляторів від електромережі чи іншого джерела електроструму. Вони працюють від електроенергії, що виробляється м'язовою силою користувача. здатні працювати необмежено довго у польових умовах.
Існує кілька типів ліхтарів, які використовують різні механізми для роботи. Вони використовують різні рухи для отримання необхідної потужності, такі як стискання ручки, крутіння ручки (кривошипа) або струшування самого ліхтарика. Ці ліхтарики також можна розрізнити за методом, який використовується для накопичення енергії: пружина, маховик, акумулятор або конденсатор.
Оскільки ліхтарики з механічним живленням завжди готові до використання, вони часто зберігаються як аварійні джерела світла на випадок відключення електроенергії чи інших надзвичайних ситуацій. Ними також користуються у відпустках, закритих приміщеннях без світла та інших віддалених від електромережі місцях, оскільки вони не обмежені терміном зберігання акумуляторів, як звичайні ліхтарики. Вони вважаються зеленою технологією, оскільки одноразові батареї, що використовуються звичайними ліхтариками, є марнотратними з точки зору ресурсів, що використовуються для кількості виробленої енергії, а також містять важкі метали та токсичні хімічні речовини, які потрапляють в навколишнє середовище.

## Механічне джерело світла до винайдення електрики
Ще до винайдення електричного струму першим механічним переносним освітлювальним пристроєм був прилад винайдений приблизно у 1733 році і запатентований у 1760 році англійцем Карлайлом Спеддінгом (англ. Carlisle Spedding, 1696—1755) і запропонований ним для безпечного освітлення у вугільних шахтах. У цьому пристрої до розкрученого до великої швидкості залізного диску притискали брилу кременю, внаслідок чого з-під диска вилітав сніп іскор і утворювалося тьмяне світло. Для розкручування диска використовувалося велике трибове колесо, яке було в контакті з шестернею, встановленою на диску. Розкручуванням трибового колеса вручну передавали обертовий рух диску. Механізм приводився в дію хлопчиком, єдиним завданням якого було крутити ручку механізму і забезпечувати наявність світла групі шахтарів. В Англії цей пристрій називався спочатку Spedding mill, потім steel mill. Ці «ліхтарі» використовувалися лише на вугільних шахтах. Вважалося, що на відміну від звичайних ліхтарів з відкритим вогнем, вони є безпечними бо, як припускалося, іскри начебто мали недостатню теплову енергію для того, щоб спричинити запалювання рудникового газу. Однак, у 1784 році було кілька аварій, при аварії у 1785 році оператор установки, що вижив при вибуху газу, розповів, що іскри можуть спричинити запалювання газу. Зменшити ризик можна було утворенням менших іскор. Такі механічні освітлювальні пристрої використовувалися до 1815 року, коли з'явилися безпечні шахтні ліхтарі Деві і Джорджі.

## Різновиди електромеханічних ліхтарів

### Електродинамічний ліхтарик
Електродинамічний кишеньковий ліхтарик являє собою генератор перемінного струму, поміщений у металевий або пластмасовий корпус разом з механізмом обертання і світлооптичною системою. Приводиться в дію зусиллям руки, що докладається періодично, на важіль механізму обертання. У ньому енергія генерується за допомоги важеля, який передає рух маховику. Користувач багаторазово стискає ручку, щоб крутити маховик всередині ліхтарика, прикріплений до невеликого генератора (динамо), подаючи електричний струм до лампочки розжарювання або діода, що випромінює світло. Через трибову передачу. Важіль має L-подібну форму, один край його приймає тиск долоні, інший має трибове завершення. При русі важіль передає рух шестерні підвищувальної передачі. Зубчасто-рейкова передача розкручує колесо, яке в свою чергу розкручує маховик, на якому розташовані відцентрова муфта і магніт. Відцентрова муфта забезпечує вільний хід важеля у зворотньому напрямку після його зупинки. Магніт індукує електричний струм, коли обертається біля мідної обмотки. При цьому лампочка випромінює світло. L-подібна пружина повертає важіль у початкове положення після кожного натискання.

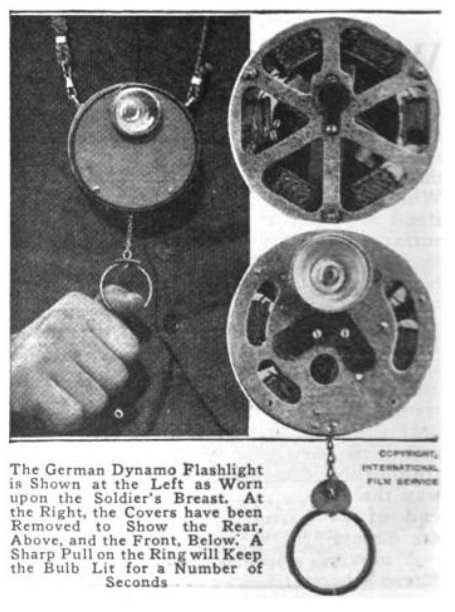
Німецький ліхтарик, що працював від динамо, часів Першої світової війни. Потягування за ланцюг обертало маховик, генеруючи електрику для горіння лампочки протягом приблизно 5 секунд.

Ліхтарик виробляє світло лише при прокачуванні. Маховик перетворює генератор між стисканням, щоб світло постійно рухалося.
Електромеханічні ліхтарі подібного типу були використані німецькою армією під час Першої світової війни. Вони також видавалися німецьким солдатам Вермахту під час Другої світової війни. Вони були популярні в Європі під час війни, оскільки електропостачання електроенергії до будинків було ненадійним.
У колишньому СРСР електродинамічні ліхтарики виробляли в різний час кілька підприємств, зокрема Горьківський РадНарГосп з 1955 року ГЗС, Електросила з Ленінграда і Завод вимірювальних приладів у Краснодарі. Існувало кілька моделей. На 2,5 і на 3,5 В. На заводі ЗІП (Краснодар) вироблявся і був у продажу в Україні електромеханічний кишеньковий ліхтарик Б44, генератор якого був розрахований на живлення лампочки типу МН-3 на 2,5 — 3 В 0,16 А. На цій моделі ліхтарика було доступне регулювання кута конусу спрямованого жмута світла шляхом переміщення кнопки патрона вздовж корпусу ліхтарика. В умовах постійної експлуатації необхідно було не рідше 1 разу на місяць здійснювати змащування деталей ліхтарика солідолом, технічним вазеліном і таким іншим.

### Ліхтарі з лінійною електричною машиною кондукційного типу

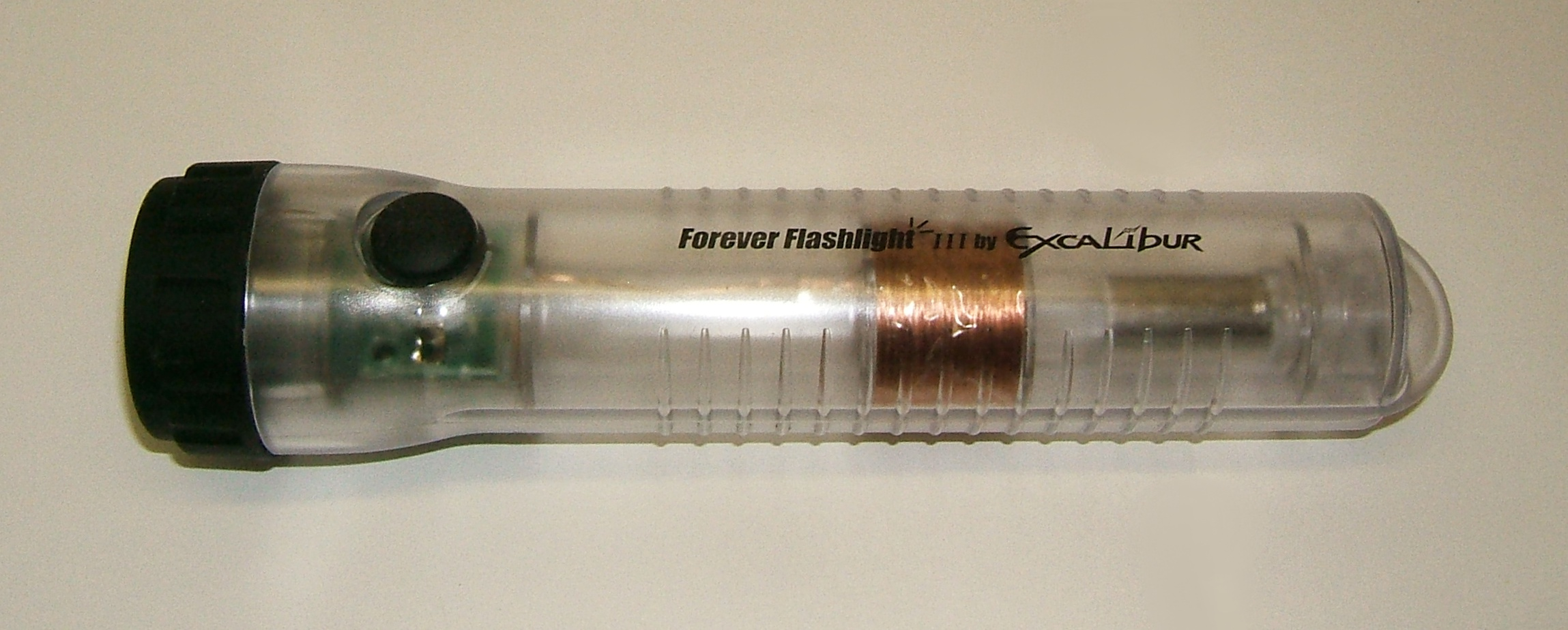
Ліхтар з лінійною електричною машиною кондукційного типу. Через прозорий пластмасовий корпус видно магніт (праворуч), трубку, по якій може пересуватися магніт і котушка індуктивності (у центрі).

Ліхтарі з лінійною електричною машиною кондукційного типу працюють від струшування. Вони ще називаються електромагнітними ліхтариками, в англомовній літературі такий тип ліхтарів також називається «ліхтарик Фарадея», тому що тут застосований принцип електромагнітної індукції. Щоб такий ліхтарик почав світитись, його попередньо треба потрусити. Під час струшування магніт переміщується всередині трубки і постійно перетинає те місце, де встановлена котушка індуктивності. В результаті в дроті виникає струм. Оскільки магніт рухається і в одному напрямку і в зворотньому, то в дроті виникає змінний струм. Щоб перетворити його на постійний (пульсуючий), з чотирьох діодів складений так званий діодний міст. Після діодного мосту отриманий постійний струм йде на конденсатор і заряджає його. Якщо вимикач ввімкнути, конденсатор живить світлодіодну лампочку.
У ліхтарях такого типу для накопичення заряду можуть використовуватись як конденсатори, так і акумуляторні батареї. У найкращих конструкціях використовується суперконденсатор, оскільки такі ліхтарі мають довший термін служби, ніж з батареєю. Це, разом із довговічним світлодіодом, який не перегорає, як лампа розжарювання, забезпечує ліхтарику тривалий термін служби, що робить його корисним джерелом аварійного освітлення. Недоліком багатьох сучасних моделей є те, що суперконденсатор не може накопичувати багато енергії порівняно з літій-іонним елементом, що обмежує час роботи на одному заряді. У більшості конструкцій енергійне струшування ліхтаря протягом приблизно 30 секунд може забезпечити до 5 хвилин світла, хоча після 2 або 3 хвилин відбувається зниження потужності світла від світлодіода. Струшування пристрою протягом 10-15 секунд кожні 2 або 3 хвилини за необхідності дозволяє використовувати пристрій безперервно. Його часто розглядають як іграшку або аварійну резервну копію для інших ліхтариків.
Ліхтарики такого типу почали продавати в США шляхом прямого маркетингу у 2002 році. У продажу можуть траплялися й підроблені версії цих ліхтариків, більшість з яких містять приховані неперезаряджувані літієві батареї розміром з монету. Дорогий суперконденсатор у підробок відсутній. У деяких із цих підроблених конструкцій «магніт» не є магнітом або котушка не підключена, і при струшуванні пристрою електрика не генерується. Ці підробки ліхтариків зрештою стають непридатними, оскільки їхні внутрішні батареї не можна перезарядити або замінити бо корпус часто склеєний і не є розбірним.

### Ліхтар з зарядкою від ручки-кривошипа
У заряджуваних від обертання ручки-кривошипа ліхтарику, живлення йде від акумулятора, який заряджається генератором, що обертається ручним кривошипом. Одна хвилина обертання зазвичай забезпечує приблизно 30-60 хвилин світла. Перевага полягає в тому, що його не потрібно постійно заряджати під час використання, як це роблять динамо-ліхтарик або деякі вібраційні ліхтарики. Однак він може бути менш надійним як аварійний ліхтарик, оскільки акумуляторна батарея, яку він містить, з часом зношується. Літій-іонні елементи, що використовуються, зазвичай розраховані приблизно на 500 зарядок.
В альтернативній конструкції «заводного ліхтарика», виробленій фірмою «Freeplay Energy», енергія механічно накопичується в спіральній пружині, а не в акумуляторі. Власник заводить пружину, повертаючи важіль. Потім, коли ліхтарик вмикається (відпускаючи механічне гальмо), пружина розмотується, обертаючи генератор, який забезпечує живлення ліхтаря. Метою цієї конструкції, спочатку винайденої для використання в країнах, що розвиваються, було підвищення її надійності та терміну служби шляхом уникнення або зменшення залежності від акумулятора. До 2012 року оригінальна конструкція фірмою більше не вироблявся, але оновлені менші моделі з ручним приводом, що використовували світлодіоди, все ще були доступні.

### Гравітаційний ліхтар

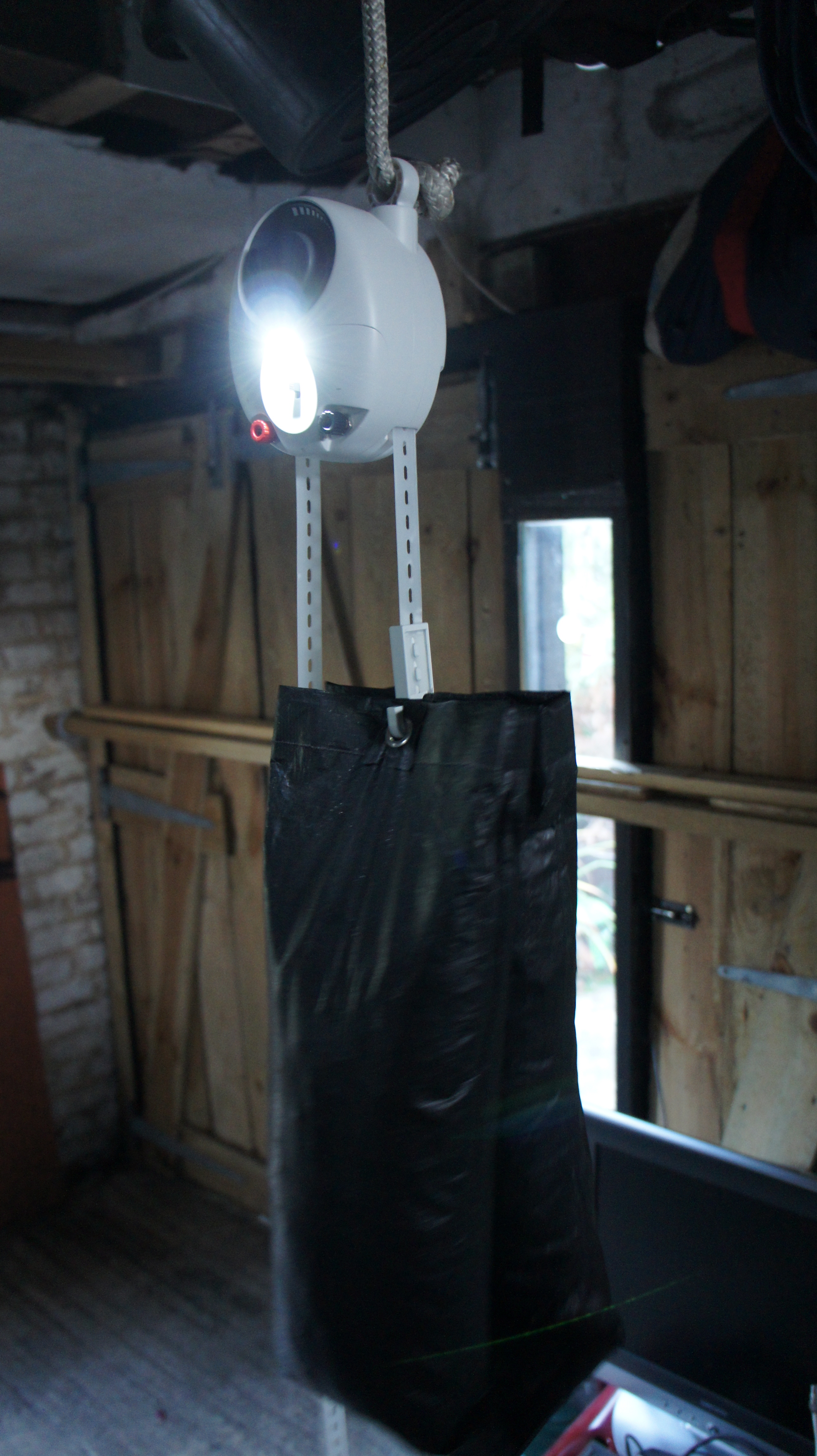
«Гравітаційний» ліхтарик у дії.

У роботі так званого «гравітаційного» ліхтарика (від англ. GravityLight) покладено принцип використання вантажу для приведення в дію електрогенеруючого механізму. Для цього використовується мішок, наповнений камінням або землею, прикріплений до шнура, який повільно спускається вниз і тим самим приводить в дію динамомашину. Ззовні це схоже на роботу настінного годинника з гирками — щоб ліхтар працював необхідно потягнути за інший шнур і таким чином підняти вантаж. За твердженням розробників такого типу ліхтарика, його механізм забезпечує роботу ліхтарика протягом двадцяти хвилин.
Ліхтарики такого типу було розроблено у 2013 році і випущено фірмою «Deciwatt». Випуск ліхтарів було профінансовано через сайт фінансування творчих проєктів Indiegogo. Випуск тривав до 2019 року. Розробка була здійснена для використання в країнах, що розвиваються або країнах третього світу, як заміна гасовим лампам. Конструкція ліхтаря фірми «Deciwatt» ніколи не виходила за межі обмеженої кількості ранніх прототипів, які, здавалося, не були практично придатними для використання масовим споживачем, і компанія оголосила про припинення випуску таких ліхтарів.